# Bernd Schneider
Bernd Schneider, nemški dirkač Formule 1, * 20. julij 1964, St. Ingbert, Nemčija.
Bernd Schneider je upokojeni nemški dirkač Formule 1. Debitiral je v sezoni 1988, ko se mu je na šestnajstih Velikih nagradah uspelo šestkrat kvalificirati na dirko. Ob štirih odstopih je dosegel dvanajsto mesto na domači dirki za Veliko nagrado Nemčije in trinajsto mesto na Veliki nagradi Belgije. V naslednji sezoni 1989 pa se je kvalificiral le na dve dirki, pa še takrat je obakrat odstopil. V sezoni 1990 je nastopil le na dveh Velikih nagradah in na prvi dirki sezone za Veliko nagrado ZDA je dosegel dvanajsto mesto, kar je njegov izenačen najboljši rezultat v karieri. Za tem ni več nikoli dirkal v Formuli 1.

## Popolni rezultati Formule 1
(legenda) (odebeljene dirke pomenijo najboljši štartni položaj, poševne pa najhitrejši krog, †-uvrščen kljub odstopu)
| Leto | Moštvo                 | Šasija       | Motor               | 1       | 2        | 3        | 4        | 5        | 6        | 7        | 8       | 9        | 10       | 11       | 12       | 13       | 14       | 15      | 16       | Prv | Toč |
| ---- | ---------------------- | ------------ | ------------------- | ------- | -------- | -------- | -------- | -------- | -------- | -------- | ------- | -------- | -------- | -------- | -------- | -------- | -------- | ------- | -------- | --- | --- |
| 1988 | West Zakspeed Racing   | Zakspeed 881 | Zakspeed Straight-4 | BRA DNQ | SMR DNQ  | MON DNQ  | MEH Ret  | KAN DNQ  | VZDA DNQ | FRA Ret  | VB DNQ  | NEM 12   | MAD DNQ  | BEL 13   | ITA Ret  | POR DNQ  | ŠPA DNQ  | JAP Ret | AVS DNQ  | -   | 0   |
| 1989 | West Zakspeed Racing   | Zakspeed 891 | Yamaha V8           | BRA Ret | SMR DNPQ | MON DNPQ | MEH DNPQ | ZDA DNPQ | KAN DNPQ | FRA DNPQ | VB DNPQ | NEM DNPQ | MAD DNPQ | BEL DNPQ | ITA DNPQ | POR DNPQ | ŠPA DNPQ | JAP Ret | AVS DNPQ | -   | 0   |
| 1990 | Footwork Arrows Racing | Arrows A11   | Cosworth V8         | ZDA 12  | BRA      | SMR      | MON      | KAN      | MEH      | FRA      | VB      | NEM      | MAD      | BEL      | ITA      | POR      |          |         |          | -   | 0   |
| 1990 | Footwork Arrows Racing | Arrows A11B  | Cosworth V8         |         |          |          |          |          |          |          |         |          |          |          |          |          | ŠPA DNQ  | JAP     | AVS      | -   | 0   |